# Droga krajowa 37
Die Droga krajowa 37 (DK 37) ist eine polnische Landesstraße, die die Landesstraße DK 6 mit der Ostseestadt Darłowo (Rügenwalde) verbindet. Ihre Gesamtlänge beträgt 14,5 km. Ihr Verlauf ist auf den Kreis Sławno (Schlawe) im Osten der Woiwodschaft Westpommern begrenzt.

## Straßenverlauf
Woiwodschaft Westpommern:
Powiat Sławieński (Kreis Schlawe)
- Darłowo (Rügenwalde)
  - Darłowko (Rügenwaldermünde)
  - Centrum
- Rusko (Rußhagen)
- Domasławice (Damshagen)
- Słowino (Schlawin)
- Sęczkowo (Erlenhof)
- Karwice (Karwitz) (DK6 → Koszalin (Köslin) – Goleniów (Gollnow) – Szczecin (Stettin) – Kołbaskowo (Kolbitzow)/Deutschland (Bundesautobahn 11 → Berlin) bzw. → Sławno (Schlawe) – Słupsk (Stolp) – Gdynia (Gdingen) – Gdańsk (Danzig) – Łegowo (Lauenau))